# Општина Брабова (Долж)
Брабова (рум. Brabova) општина је у Румунији у округу Долж.
Oпштина се налази на надморској висини од 224 m.